# 安頓 (科羅拉多州)
安頓（英語：Anton）是位於美國科羅拉多州華盛頓縣的一個非建制地區。該地的面積和人口皆未知。

## 地理
安頓的座標為39°44′29″N 103°13′04″W / 39.74139°N 103.21778°W，而該地的平均海拔高度為1484米（即4869英尺）。